# قلعة أشتون

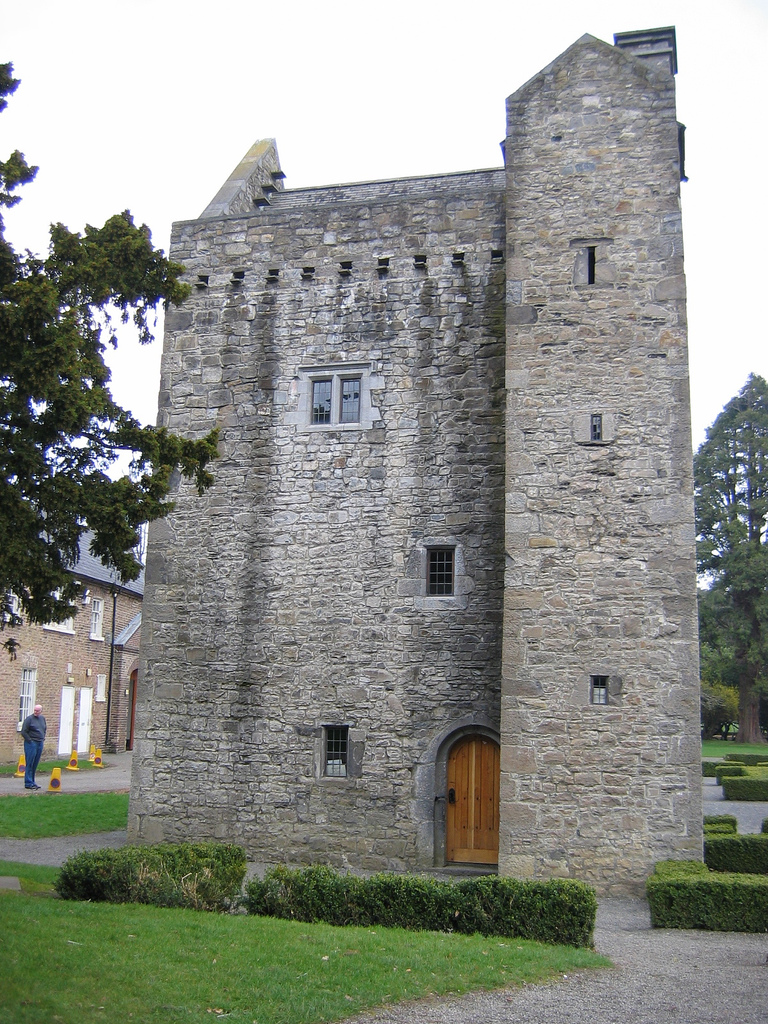
قلعة أشتون

قلعة أشتون (الأيرلندية : Caisleán Bhaile an Ásaigh) هي عبارة عن منزل برج في فينكس بارك في دبلن بأيرلندا.
تم العثور عليها مخبأة داخل جدران عمارة جورجية أكبر وأحدث نزل وكيل الأمين المعروف أيضًا باسم أشتون لودج ، والذي كان يستخدمه البابا نونسیو حتى عام 1978. في ذلك الوقت، تم اعتبار النزل غير قابل للإصلاح من الناحية الهيكلية بسبب العفن الجاف. ومع ذلك، تم اكتشاف قلعة أشتون أثناء هدم المبنى. تم ترميمه الآن ويشكل جزءًا من مركز زوار فينكس بارك.

## وصلات خارجية
- تراث أيرلندا